# ミープ・ヒース
ミープ・ヒース（オランダ語: Miep Gies、1909年2月15日 - 2010年1月11日）は、『アンネの日記』の著者アンネ・フランクらの隠れ家での生活を支援していたオーストリア系オランダ人女性。隠れ家がナチスに発見されて隠れ家住人が逮捕されたのち、『アンネの日記』を発見して日記を保存した。アンネの日記上では「ミープ・ファン・サンテン」という偽名になっている。

## 経歴

### オーストリア生まれ
オーストリア・ハンガリー帝国首都ウィーンでヘルミーネ・ザントロシェッツ（Hermine Santrouschitz）として生まれた。幼い頃に第一次世界大戦があり、戦時中の食糧不足で栄養失調になり、病気がちだったという。戦後オーストリアの食糧不足がより深刻となり、しかも妹が生まれたことによりザントロシェッツ家の食糧事情が一層悪くなった。この頃のミープは飢餓で枯れ木のようにやせ細っていたという。
諸外国でオーストリアの子供たちに対する救済活動が行われ、彼女もその一環で3か月の間オランダへ送られることになった。

### オランダ移住
1920年12月に両親から送りだされてウィーン駅を出発、オランダのライデンに到着した。同地で暮らすオランダ人のニウウェンハイス夫妻に育てられることになった。この里親は5人の子持ちで決して裕福ではなかったが、ミープに懸命に栄養を付けさせてくれたという。彼らは「ヘルミーネ」という発音が苦手だったので代わりに「ミープ」というオランダ的な名前を与えた。
ミープのオランダ滞在ははじめ3カ月の滞在予定だったが、なかなか病状が回復しなかったので医師の診断で滞在が延長された。そうこうしている間にミープはすっかり里親の一家に溶け込み、家族同然になったという。1922年には里親の一家と共にアムステルダムのザウト地区（Amsterdam-Zuid）に移住した。
1925年に里親に連れられてウィーンに帰国し、実の親と対面した。ミープは依然として書類上オーストリア国籍だったが、彼女の心はすでにオランダ人であり、ウィーンに帰りたくはなかったという。実母も「ヘルミーネはやはりお二人と共にオランダへ帰った方がいいでしょう。もうオランダ人になりきってますから。今更ウィーンに帰っても悲しい思いをするだけだと思います」と里親に答えたという。こうしてミープは生涯オランダで暮らし続けることになった。
1927年にアムステルダムの高校を卒業すると繊維会社に事務員として就職した。ウィーンの実親にも仕送りをできるようになった。またこの会社で後の夫ヤン・ヒースと知り合った。しかし不景気の時代であったため1933年にはリストラされて失業した。独立心旺盛な若い女性だったミープははやく再就職をしたがっていた。

### オットー・フランクの会社で勤務
そんな中、オットー・フランクが所有・経営するジャムに使うペクチンを製造する会社「オペクタ」で女性事務員が病気になったため、その臨時社員を探しているという話を聞いた。ミープは「オペクタ」社へ赴き、オットーの面接を受けた。即採用され、オットーの指示でその日から2週間ほど会社の台所でジャム作りに専念し、一通りのジャムの知識を獲得した。
ついでオットーはミープに「苦情受け付け兼案内デスク」を任せ、ジャムの消費者である主婦の苦情や相談にのる仕事を与えた。次第にそれ以外にも様々な仕事を任されていった。もともとは臨時社員として入社したミープだったが、病欠していた女性従業員が戻った後もそのまま雇用された。ミープはやがて社内に欠かせない「何でも屋」になった。コーヒー入れ、簿記やタイプの仕事、電話や文書での苦情や問い合わせへの回答、オペクタの広告、マーケティングまで幅広く行うようになった。
やがてオットーと個人的にも親しくなり、1937年には恋人のヤン・ヒースとともにフランク家の自宅の食事会に招かれた。その席でアンネとマルゴーに出会った。ミープは、オットーの妻エーディトが1933年に会社にあいさつに訪れた際に幼いアンネと一度会っているが、マルゴーと会うのはこの時が初めてだったという。これ以降ミープとヤンはしばしばフランク家の食事に招かれるようになった。
1938年には故国オーストリアがドイツに併合された。これによりミープが毎年行っていた警察・外国人登録事務所でのパスポートの更新にあたってドイツ領事館へ行くよう指示を受けた。そこでこれまでのオーストリアのパスポートからドイツのパスポートに代えられ、彼女は書類上ドイツ国籍となった。

### ドイツ軍占領下
1940年5月、オランダはドイツ軍に占領された。しかしミープやヤンの生活、またオットーの会社にもはじめのうちは大きな変化は生じなかった。
1941年7月16日にヤン・ヒースと結婚式をあげた。オットーの配慮でその日会社は休業となり、フランク一家や会社の社員たちの家族がそろって結婚式に出席した。この結婚により彼女は念願のオランダ国籍を取得した。オットーはミープの遠慮を押し切って、結婚式の翌朝に会社でお祝いのパーティーを開催した。これについてミープは涙が出るほど嬉しかったと回顧している。パーティーにはアンネも出席していたが、アンネはヤンとミープのラブ・ストーリーの虜になっていたという。
反ユダヤ主義立法やユダヤ人狩りがますます増加する中、1942年春にオットーは会社の相談役であるヘルマン・ファン・ペルスの一家とともに会社の中の隠れ家で潜伏生活に入ることを決意した。オットーは最も信頼する4人の非ユダヤ人社員にこのことを打ち明け、食料など生活品の運び入れを行う外部の協力者になってもらえないかとお願いした。その4人とはヴィクトール・クーフレル、ヨハンネス・クレイマン、ベップ・フォスキュイル、そしてミープであった。
オットーが「ミープ、私たちが身を隠している間、誰かに面倒を見てもらわなければならないんだが、君はそれをやってくれるか」と聞くと、ミープは「もちろんです」と答えたという。さらにオットーが「ユダヤ人を支援する罪は重いよ。投獄されることはおろか、ことによると・・・」と念を押そうとすると、ミープはそれを遮って「『もちろんです』と申し上げました。迷いはありません」と答えたという。ミープはこの時のことについて「一生に一度か二度、二人の人間の間に言葉では言い表せない何かが通う事がある。私たちの間に何かが通い合った」と回顧している。

### 隠れ家生活支援
1942年7月6日にフランク一家が隠れ家生活に入った。ミープは朝早くにフランク家へ自転車で行き、自転車を所持していたマルゴーを先導して先にプリンセンフラハト通りの隠れ家へ向かった。その後、オットー、エーディト、アンネも徒歩で隠れ家へ向かった。
その2週間後にヘルマン・ファン・ペルス一家、更に11月にはフリッツ・プフェファーも加わり、計8人のユダヤ人が隠れ家生活をすることとなった。彼らの潜伏生活は、隠れ家の下の階で働くミープ、ベップ、クーフレル、クレイマン、そしてミープの夫のヤン・ヒースらによって支えられていた。野菜の調達については、ミープ自身が持っていた青果店との縁故を用いていた。その店主ファン・フーフェンもミープ達の隠れ家生活支援に理解を示し、陰ながら協力していたが、彼もまたユダヤ人を匿っていたことから、その咎で上陸作戦開始の直前頃、1944年5月25日に逮捕されている（その後生還した）。
ミープは「フランク一家から解放されたいと思ったことは一度もなかった。それは私が引き受けた運命であり、すすんで担った重荷であり、義務であった。（略）とはいえ、私が隠れ家に入るたびに、みんながずらりとテーブルを囲んで立っているのに出くわす。誰も口を利かず、こちらから話し出すのを待っている。その瞬間こそが、いつも私には苦痛だった。その場の人たちみんなから寄せられる信頼、それを強く感じるからだ。といってもアンネだけは別で彼女は決まって前へ出てきて『ねえ、ねえ、ミープ！何かニュースない？』と問いかけてくる。」と回顧している。
フランク一家の潜伏生活は2年に及んだが、1944年8月4日に通報を受けて出動したカール・ヨーゼフ・ジルバーバウアー親衛隊曹長とオランダ人警察官たちが隠れ家に踏み込んできた。隠れ家にいた8人は全員逮捕された。また支援者としてクレイマンとクーフレルも連行された。女性であったミープとベップは逮捕を免れた。保安警察が去っていった後、ミープは隠れ家でオットーの次女アンネ・フランクが書いたと思しき日記を発見した。彼女はこれをこっそりと保管した。

### 戦後

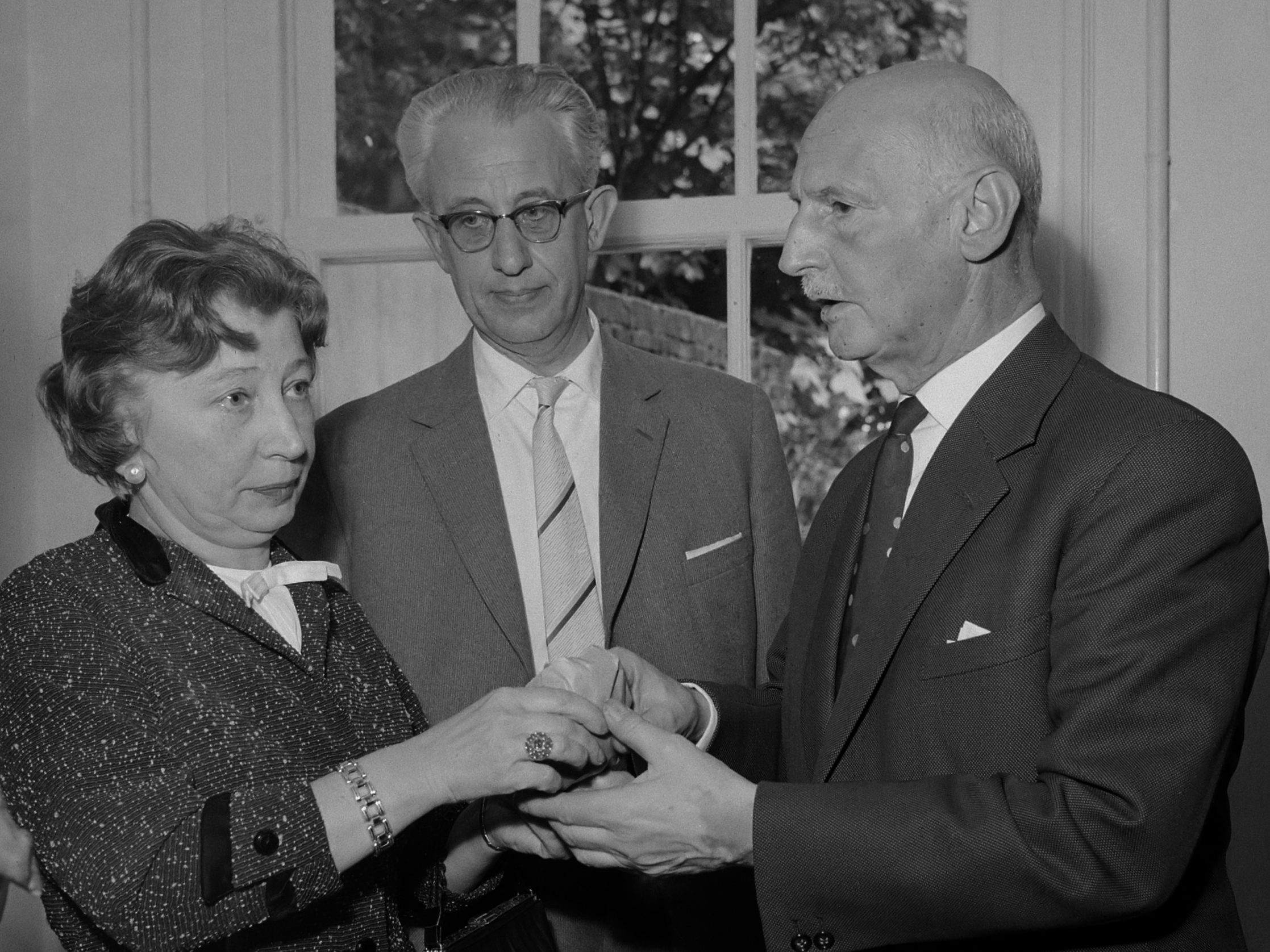
左からミープ・ヒース、ヤン・ヒース、オットー・フランク（1961年）

戦後、ミープとヤンは強制収容所からただ一人アムステルダムに生還したオットー・フランクを自宅に招いてしばらく同居した。オットーはプリンセンフラハト通りの会社の仕事に復帰しながら、いまだ消息が知れないアンネとマルゴーを探したが、やがて二人の娘の死が判明した。ミープはアンネ本人に渡そうと思っていた彼女の日記をオットーに渡すことを決意し、塞ぎこんでいたオットーに「アンネのお父さんへの形見です」と言って日記を渡したという。
オットーはこれを出版することを決意し、1947年に『アンネの日記』が出版されることとなった。アンネ・フランクの悲劇が世界中に広まり、アンネたちを支援していたミープ達はオランダの英雄的存在となった。イスラエルより「諸国民の中の正義の人」 の称号を授与され、ドイツからもドイツ連邦共和国功労勲章の叙勲を受けた。またオランダ女王からもナイトの叙爵を受けた。
1993年に夫のヤンが亡くなり、自身も2010年1月11日にオランダ国内にある施設で満100歳で死去した。彼女を最後に、『アンネの日記』に関連する隠れ家生活の関係者は、すべて現世を去った。